# تپه میانی ایدلو
تپه میانی ایدلو مربوط به دوره اشکانیان - سده‌های اولیه و میانه دوران‌های تاریخی پس از اسلام است و در شهرستان کبودرآهنگ، بخش مرکزی، دهستان سرداران، ۵۰ متری شرق روستای ایدلو واقع شده و این اثر در تاریخ ۷ اسفند ۱۳۸۶ با شمارهٔ ثبت ۲۱۶۶۱ به‌عنوان یکی از آثار ملی ایران به ثبت رسیده است.